# Street Legal
Street Legal es el decimoctavo álbum de estudio del músico estadounidense Bob Dylan, publicado por la compañía discográfica Columbia Records en junio de 1978. El álbum marcó un nuevo giro musical para Dylan, que utilizó en su grabación una banda musical grande, similar a la Rolling Thunder Revue, aunque por primera vez con coristas femeninas. Además, y aunque la Biblia había influido la obra de Dylan en trabajos anteriores como John Wesley Harding, Street Legal incluyó también canciones como «Changing of the Guards» y «No Time to Think» con connotaciones religiosas que evidenciaron la proximidad de su giro evangélico a comienzos del año siguiente. 
Después del éxito de trabajos como Blood on the Tracks y Desire, Street-Legal supuso otro disco de oro por la venta de más de medio millón de copias en los Estados Unidos, pero solo alcanzó el puesto once en la lista Billboard 200, su primer álbum que no entró en el top 10 desde 1964. Sin embargo, obtuvo un mejor resultado en el Reino Unido al lugar el segundo puesto en la lista UK Albums Chart y ser certificado como disco de platino con 300 000 copias vendidas. 
Street-Legal fue dedicado a la memoria de Emmett Grogan, amigo de Dylan que fue encontrado muerto en un vagón del metro cerca de Coney Island el 6 de abril de 1978

## Trasfondo
Antes de comenzar los ensayos para un nuevo disco, Dylan formó un nuevo grupo y contactó con varios músicos, entre ellos antiguos miembros de la Rolling Thunder Revue como Steven Soles, David Mansfield, Rob Stoner y Howie Wyeth. Stoner comentó al respecto: «Pensé que Hard Rain era lo último que iba a hacer con Bob... Luego de repente tuve esa llamada —Creo que Bob me llamó personalmente... y me preguntó que trajera a Howie y a un par de personas a Los Ángeles para "intentar algunas cosas"».
Soles, Mansfield, Stoner, Wyeth, el pianista Walter Davis, Jr. y el percusionista Otis Smith llegaron a finales de noviembre a Los Ángeles. Incluso con los músicos reunidos, Dylan no se vio preparado para ensayar debido a la batalla legal por la custodia de sus hijos y por el inminente estreno del largometraje Renaldo and Clara, a los que prestó más atención. Según Stoner: «Bob nos mantuvo sentados alrededor de una o dos semanas. Nunca apareció... y cuando finalmente llegó, estaba distraído... Siempre estaba desanimado. Estaba fumando un cigarrillo tras otro y estaba de mal humor. Simplemente no funcionaba».
Finalmente, Dylan llegó a un acuerdo con Sara Dylan por la custodia a finales de diciembre, que garantizaba que sus hijos permaneciesen en California para que el músico pudiese visitarlos. A cambio, Dylan firmó un acuerdo prometiendo no volver a ver a Faridi McFree, la niñera de los hijos. Las repercusiones de la batalla legal impidió que Dylan y a Sara llegasen a términos amistosos durante varios años.
Entre tanto, Dylan completó su trabajo en Renaldo and Clara y comenzó a ensayar con los músicos. A medida que los ensayos avanzaban, se hizo evidente que «no habían recogido lo que la Rolling Thunder Revue había dejado», según Mansfield. El músico también comentó: «Traje mi steel guitar y la tenía durante los ensayos y cada vez que la iba a sacar del estuche, Bob decía: "No necesitamos eso". De repente, el instrumento que toqué tantas veces en la banda anterior, él no lo quería ver, y mucho menos escucharlo». El batería Howie Wyeth, que había estado en la Rolling Thunder Revue, decidió abandonar los ensayos por decisión propia. Después de audicionar a varios baterías, Dylan reemplazó a Wyeth por Denny Seiwell, que había tocado brevemente con Wings.

## Grabación
Los ensayos del 30 de diciembre contaron con una banda integrada por Stoner, Mansfield, Soles, el guitarrista Jesse Ed Davis y las coristas Katey Sagal, Debbie Dye Gibson y Frannie Eisenberg. El ensayo fue dedicado principalmente a nuevos arreglos de composiciones antiguas de Dylan. Según el biógrafo Clinton Heylin: «Dylan comenzó a imponer una visión más grandiosa en cualquier sonido que los veteranos de la Revue habían concebido. Con su amor por el R&B, no debería ser una sorpresa que anhelara una banda con un saxofonista y coristas femeninas... La banda que formó en los dos meses antes de la gira mundial de 1978 compartió muchas similitudes con la gran banda que intentó imponer en Desire. La combinación de chicas, saxofón y teclados también reflejó elementos de los extravagantes conciertos de Elvis Presley durante la década de 1970». Sin embargo, a mediados de enero de 1978, Dylan seguía insatisfecho con algunos aspectos de la banda, y con la primera etapa de la gira establecida para febrero, hizo unos cambios rápidos de última hora en los que reemplazó a Sagal y Eisenberg por las coristas Helena Springs y Jo Ann Harris. Según Sagal: «Recuerdo que tenía tres chicas cantando una parte que no estaba en nuestro rango, y teníamos demasiado miedo como para decir algo».
Mientras tanto, Seiwell también tuvo que abandonar el grupo, después de ser arrestado en Suecia con Wings por posesión de drogas y de que le denegasen un pasaporte para entrar en Japón. Dylan llevó a cabo nuevas audiciones para batería y contrató a Ian Wallace, miembro de King Crimson. Aunque la batería de Wallace fue problemática (según Stoner, «el hombre tenía el ritmo de un policía»), el tiempo corría en contra de Dylan para comenzar la gira. El guitarrista Billy Cross también fue contratado, hasta el punto de que la banda estaba integrada por once miembros: Cross, Wallace, el teclista Alan Pasqua, el percusionista Bobbye Hall, el saxofonista Steve Douglas, Mansfield, Stoner, Soles y las tres coristas.
En las últimas dos semanas de ensayos para la gira, Dylan comenzó a asentar nuevos arreglos de sus antiguas composiciones. Rob Stoner comentó: «Llegó un telegrama del promotor japonés, en el que manifestaba las canciones que esperaba que Bob tocara en esa gira. en otras palabras, él era una jukebox, estaba tocando peticiones. No te queremos aquí haciendo tu nuevo material experimental, o llegando y tocando jams. Por su parte, Clinton Heylin escribió: «Aunque la idea de una gran banda siempre le había llamado la atención a Dylan, la eralidad era toda una nueva serie de disposiciones, para hacer cada canción diferente y destacar la versatibilidad de la banda. A menudo, las ideas de los arreglos venían de la banda».
El grupo finalmente viajó a Japón el 16 de febrero de 1978 y la gira obtuvo buenas críticas de público y prensa musical, tanto en el país como a su paso por Australia. Más tarde documentada en el álbum Bob Dylan at Budokan, la gira estuvo marcada por los nuevos arreglos de las grabaciones clásicas de Dylan. Sin embargo, algunos de los miembros de la banda, incluyendo a Stoner, no estaban del todo satisfechos con el nuevo sonido de Dylan: «Tenía en mente hacer algo como Elvis. Esa banda grande y los uniformes. No estaba muy seguro de ello, por lo que abrió el camino para salir de la ciudad. Quiero decir, no fuimos a ningún sitio cercano a Europa, o Inglaterra o Estados Unidos, y no lo culpo. Creo que él sabía, inconscientemente, que estaba cometiendo un grave error». Tras finalizar la gira, el 1 de abril en Sídney, Stoner informó a Dylan que abandonaba el grupo. Dylan tenía la intención de grabar su siguiente álbum en Los Ángeles, pero sin Stoner, se vio obligado a contrar a un nuevo bajista, Jerry Scheff. Al igual que el saxofonista Douglas, Scheff era conocido por tocar en el grupo de Presley a comienzos de la década de 1970.
Con Scheff reemplazando a Stoner, Dylan comenzó a grabar nuevas canciones con la misma banda de la gira. Las sesiones se llevaron a cabo en Rundown Studios, con un camión alquilado y equipado con una grabadora de 24 pistas por Dylan para grabar el proceso. Según comentó Dylan: «No quería hacerlo ahí. No pude encontrar el productor adecuado, pero era necesario hacerlo. Así que trajimos el camión y lo hicimos, y le dio un sonido en directo». Dylan acabó por utilizar a Don DeVito como productor, a pesar de no estar satisfecho con su trabajo en Desire.
Con una gira europea prevista para junio, Dylan tenía tiempo suficiente para grabar Street Legal. Sin embargo, solo necesitó cuatro días para grabar nueve de sus propias composiciones. Dylan sabía qué canciones quería grabar, y aunque tres temas coescritos con Helena Springs fueron también grabados durante las sesiones, no existen indicios de que fueran consideradas como serias candidatas a incluirse en Street Legal. Debido a la rapidez en que fue grabado el álbum hubo varios problemas en el proceso. Según Mansfield: «El mayor problema fue la forma en que se grabó, con Bob mostrándose impaciente con los asistentes de ingeniero, comprobando niveles y consiguiendo sonidos en sincronía, y el equipo de grabación solo tenía que luchar para poner los micrófonos en su lugar, y tener algo en la cinta, mientras nosotros estábamos tocando la canción las pocas veces que la tocábamos. En consecuencia, la música estuvo muy mal grabada, pero ese material sonaba maravilloso en la habitación, un montón mejor que en Budokan. Fue una especie de "Bob Dylan conoce a Phil Spector"».

## Canciones descartadas
A diferencia de trabajos previos, las sesiones de Street-Legal fueron poco productivas y no produjeron muchos descartes. Solo tres canciones adicionales, «Coming From The Heart», «Stop Now» y «Walk Out in the Rain», coescritas con Helena Springs, fueron grabadas para el álbum, pero ninguna fue finalmente publicada en Street Legal. La primera fue posteriormente versionada por The Searchers, mientras que Eric Clapton grabó su propia versión de «Walk Out in the Rain» en el álbum Backless.

## Recepción
Tras su publicación, Street Legal obtuvo en general reseñas mixtas o negativas de la prensa musical. El crítico Jon Pareles, de la revista Crawdaddy!, remarcó que «Dylan todavía necesita un productor», y otros encontraron faltas tanto en las canciones como en las actuaciones. Greil Marcus criticó la voz del músico como «simplemente imposible de prestar atención durante más de un par de minutos a la vez» y acusó a «Is Your Love in Vain?» de sexismo, alegando que Dylan «estaba hablando a una mujer como un sultán comprobando una prometedora sirvienta». En el mismo aspecto, Robert Christgau lo definió como un «producto horrendo», y en su crítica original, le otorgó una calificación de C+, donde escribió que Dylan «suena demasiado maduro, demasiado enamorado de su propia misera como para romper a través de los tempos de plomo que oprimen sus melodías, carente no solo de humor, sino de ligereza».
Las reseñas de la prensa británica fueron algo más favorables. Al respecto, Michael Watts de la revista Melody Maker proclamó Street-Legal como «su mejor álbum desde John Wesley Harding», mientras que Angus MacKinnon, de NME, lo aclamó como el «segundo mejor álbum de Dylan de la década de 1970». Stephen Thomas Erlewine, de Allmusic, escribió: «Street Legal se convierte en una dicotomía interesante, lleno de canciones que merecen mucha atención pero grabadas con arreglos que desalientan durante la escucha. Como tal, Street Legal es fascinante solo por esa razón. En otro entorno, se trata de canciones que han sido aclamadas casi como obras maestras, pero cubiertas de brillo parecen extrañas. Consecuentemente, no es sorprendente que haya facciones de dilanófilos que encuentran que merece la pena con el tiempo, mientras que otros muchos lo consideran una oportunidad perdida».
A nivel comercial, Street Legal obtuvo un éxito ligeramente inferior a trabajos del músico. Obtuvo su posición más alta en el Reino Unido, donde alcanzó el segundo puesto de la lista UK Albums Chart, mientras que en los Estados Unidos, después de que Desire alcanzase el primer puesto de la lista' Billboard 200, el álbum solo llegó al puesto once. Street-Legal también llegó al top 10 en la lista de discos más vendidos de varios países europeos como Noruega, Suecia, Países Bajos y Austria, donde alcanzó los puestos tres, cuatro, cinco y siete respectivamente. Por el contrario, los sencillos extraídos de Street-Legal obtuvieron un éxito inferior: solo «Baby, Stop Crying» obtuvo una posición notable al entrar en el puesto trece de la lista británica UK Singles Chart. Sin embargo, ningún sencillo entró en la lista estadounidense Billboard Hot 100.
En 1999, Don DeVito remezcló Street Legal usando tecnología digital en un intento por mejorar las mezclas originales. La nueva mezcla fue usada en la reedición de Street Legal en 2003 en formato SACD.

## Lista de canciones
| Cara A |                          |          |  |
| N.º    | Título                   | Duración |  |
| 1.     | «Changing of the Guards» | 6:42     |  |
| 2.     | «New Pony»               | 4:28     |  |
| 3.     | «No Time to Think»       | 8:19     |  |
| 4.     | «Baby, Stop Crying»      | 5:22     |  |

| Cara B |                                                      |          |  |
| N.º    | Título                                               | Duración |  |
| 5.     | «Is Your Love in Vain?»                              | 4:30     |  |
| 6.     | «Señor (Tales of Yankee Power)»                      | 5:42     |  |
| 7.     | «True Love Tends to Forget»                          | 4:14     |  |
| 8.     | «We Better Talk This Over»                           | 4:04     |  |
| 9.     | «Where Are You Tonight? (Journey Through Dark Heat)» | 6:16     |  |

## Personal
| Músicos - Bob Dylan: voz, guitarra rítmica, guitarra eléctrica - Billy Cross: guitarra eléctrica - Carolyn Dennis: coros - Steve Douglas: saxofón tenor y soprano - Bobbye Hall: percusión - Jo Ann Harris: coros - Steve Madaio: trompeta (en «Is Your Love in Vain?») - David Mansfield: violín y mandolina - Alan Pasqua: teclados - Jerry Scheff: bajo - Steven Soles: guitarra rítmica y coros - Helena Springs: coros - Ian Wallace: batería | Equipo técnico - Michael H. Brauer: mezclas (reedición) - Biff Dawes ingeniero de sonido - Don DeVito: productor - Filmways/Heider: grabación - Ryan Hewitt: ingeniero de mezcla (reedición) - Stan Kalina: masterización |

## Posición en listas
| País           | Lista                   | Posición |
| -------------- | ----------------------- | -------- |
| Alemania       | Media Control Charts    | 16       |
| Austria        | Ö3 Austria Top 40       | 7        |
| Estados Unidos | Billboard 200           | 11       |
| Noruega        | VG-lista Top 40 Albums  | 3        |
| Nueva Zelanda  | New Zealand Music Chart | 7        |
| Países Bajos   | Mega Albums Top 100     | 5        |
| Reino Unido    | UK Albums Chart         | 2        |
| Suecia         | Albums Top 60           | 4        |

| Sencillo                | País        | Lista            | Posición |
| ----------------------- | ----------- | ---------------- | -------- |
| «Is Your Love in Vain?» | Reino Unido | UK Singles Chart | 55       |
| «Baby, Stop Crying»     | Reino Unido | UK Singles Chart | 13       |